# Scherma ai Giochi della XIV Olimpiade - Fioretto individuale maschile
La competizione del fioretto individuale maschile  di scherma ai Giochi della XIV Olimpiade si tenne i giorni 3 e 4 agosto 1948 presso il Palace of Engineering Wembley.

## Risultati

### 1º Turno
Si è disputato il 3 agosto. Nove gruppi eliminatori i primi quattro classificati accedevano ai quarti di finale turno. A qualificazioni acquisite alcuni assalti non si sono disputati.
| Pos. | Atleta              | Nazione     | Vittorie | Sconfitte |
| ---- | ------------------- | ----------- | -------- | --------- |
| 1    | Manlio Di Rosa      | Italia      | 6        | 1         |
| 2    | Fulvio Galimi       | Argentina   | 6        | 1         |
| 3    | Aage Leidersdorff   | Danimarca   | 6        | 2         |
| 4    | Walo Hörning        | Svizzera    | 5        | 3         |
| 5    | Émile Gretsch       | Lussemburgo | 5        | 3         |
| 6    | Lucilo de la Peña   | Cuba        | 3        | 4         |
| 7    | Hugo Higueras       | Perù        | 2        | 5         |
| 8    | Salvatore Scianamea | Brasile     | 0        | 7         |
| 8    | Tom Smith           | Irlanda     | 0        | 7         |

| Pos. | Atleta              | Nazione | Vittorie | Sconfitte |
| ---- | ------------------- | ------- | -------- | --------- |
| 1    | Giuliano Nostini    | Italia  | 7        | 0         |
| 2    | André De Vorsselaer | Belgio  | 5        | 1         |
| 3    | Mahmoud Younes      | Egitto  | 4        | 3         |
| 4    | Nils Rydström       | Svezia  | 4        | 3         |
| 5    | Armando Barrientos  | Cuba    | 4        | 3         |
| 6    | Ioannis Karamazakis | Grecia  | 2        | 5         |
| 7    | Jaime Ucar          | Uruguay | 1        | 5         |
| 8    | Georges Pouliot     | Canada  | 0        | 7         |

| Pos. | Atleta            | Nazione       | Vittorie | Sconfitte |
| ---- | ----------------- | ------------- | -------- | --------- |
| 1    | John Emrys Lloyd  | Gran Bretagna | 5        | 1         |
| 2    | Henri Paternóster | Belgio        | 4        | 2         |
| 3    | Renzo Nostini     | Italia        | 4        | 2         |
| 4    | Endre Palócz      | Ungheria      | 3        | 3         |
| 5    | Ole Albrechtsen   | Danimarca     | 3        | 3         |
| 6    | Heikki Raitio     | Finlandia     | 2        | 4         |
| 7    | Enrique Accorsi   | Cile          | 0        | 6         |

| Pos. | Atleta              | Nazione     | Vittorie | Sconfitte |
| ---- | ------------------- | ----------- | -------- | --------- |
| 1    | Christian d'Oriola  | Francia     | 7        | 0         |
| 2    | Lajos Maszlay       | Ungheria    | 5        | 2         |
| 3    | Lodovico Alessandri | Brasile     | 5        | 2         |
| 4    | Henny ter Weer      | Paesi Bassi | 4        | 3         |
| 5    | Léon Buck           | Lussemburgo | 3        | 4         |
| 6    | Konstantinos Bembis | Grecia      | 3        | 4         |
| 7    | Nick Thuillier      | Irlanda     | 1        | 6         |
| 8    | Roland Asselin      | Canada      | 0        | 7         |

| Pos. | Atleta         | Nazione     | Vittorie | Sconfitte |
| ---- | -------------- | ----------- | -------- | --------- |
| 1    | Jéhan Buhan    | Francia     | 6        | 0         |
| 2    | Bo Eriksson    | Svezia      | 5        | 2         |
| 3    | Daniel Rossi   | Uruguay     | 5        | 2         |
| 4    | Hassan Tawfik  | Egitto      | 4        | 3         |
| 5    | Nate Lubell    | Stati Uniti | 3        | 4         |
| 6    | Johannes Zoet  | Paesi Bassi | 2        | 5         |
| 7    | Jorge Agostini | Cuba        | 2        | 4         |
| 8    | Owen Tuohy     | Irlanda     | 0        | 7         |

| Pos. | Atleta           | Nazione       | Vittorie | Sconfitte |
| ---- | ---------------- | ------------- | -------- | --------- |
| 1    | Dean Cetrulo     | Stati Uniti   | 7        | 0         |
| 2    | René Bougnol     | Francia       | 6        | 1         |
| 3    | Manuel Torrente  | Argentina     | 5        | 2         |
| 4    | Arthur Smith     | Gran Bretagna | 4        | 3         |
| 5    | Kauko Jalkanen   | Finlandia     | 2        | 5         |
| 6    | Emiliano Camargo | Colombia      | 2        | 5         |
| 7    | Jean Rubli       | Svizzera      | 1        | 5         |
| 7    | Eddy Kuijpers    | Paesi Bassi   | 1        | 6         |

| Pos. | Atleta             | Nazione       | Vittorie | Sconfitte |
| ---- | ------------------ | ------------- | -------- | --------- |
| 1    | René Paul          | Gran Bretagna | 5        | 1         |
| 2    | Félix Galimi       | Argentina     | 5        | 1         |
| 3    | Silvio Giolito     | Stati Uniti   | 4        | 2         |
| 4    | Osman Abdel Hafeez | Egitto        | 3        | 3         |
| 5    | Gust Lamesch       | Lussemburgo   | 3        | 3         |
| 6    | Nihat Balkan       | Turchia       | 0        | 5         |
| 6    | Antonio Grisi      | Messico       | 0        | 5         |

| Pos. | Atleta            | Nazione   | Vittorie | Sconfitte |
| ---- | ----------------- | --------- | -------- | --------- |
| 1    | Sergio Iesi       | Uruguay   | 6        | 1         |
| 2    | Paul Valcke       | Belgio    | 6        | 1         |
| 3    | Ivan Ruben        | Danimarca | 5        | 2         |
| 4    | Conrad Schlaepfer | Svizzera  | 4        | 3         |
| 5    | József Hátszeghy  | Ungheria  | 4        | 3         |
| 6    | Stefanos Zintzos  | Grecia    | 2        | 5         |
| 7    | Alf Horn          | Canada    | 1        | 6         |
| 8    | Nejat Tolgar      | Turchia   | 0        | 7         |

### Quarti di finale
Si sono disputati il 4 agosto. Quattro gruppi i primi quattro classificati accedevano alle semifinali. A qualificazioni acquisite alcuni assalti non si sono disputati.
| Pos. | Atleta              | Nazione     | Vittorie | Sconfitte |
| ---- | ------------------- | ----------- | -------- | --------- |
| 1    | Giuliano Nostini    | Italia      | 6        | 0         |
| 2    | René Bougnol        | Francia     | 5        | 1         |
| 3    | Ivan Ruben          | Danimarca   | 4        | 3         |
| 4    | Dean Cetrulo        | Stati Uniti | 4        | 3         |
| 5    | André De Vorsselaer | Belgio      | 3        | 4         |
| 6    | Hassan Tawfik       | Egitto      | 2        | 5         |
| 7    | Endre Palócz        | Ungheria    | 1        | 5         |
| 8    | Daniel Rossi        | Uruguay     | 1        | 5         |

| Pos. | Atleta            | Nazione       | Vittorie | Sconfitte |
| ---- | ----------------- | ------------- | -------- | --------- |
| 1    | Manlio Di Rosa    | Italia        | 6        | 0         |
| 2    | Jéhan Buhan       | Francia       | 5        | 1         |
| 3    | Silvio Giolito    | Stati Uniti   | 4        | 2         |
| 4    | Bo Eriksson       | Svezia        | 4        | 2         |
| 5    | Aage Leidersdorff | Danimarca     | 2        | 4         |
| 6    | Arthur Smith      | Gran Bretagna | 2        | 4         |
| 7    | Fulvio Galimi     | Argentina     | 1        | 5         |
| 8    | Walo Hörning      | Svizzera      | 0        | 6         |

| Pos. | Atleta              | Nazione       | Vittorie | Sconfitte |
| ---- | ------------------- | ------------- | -------- | --------- |
| 1    | Christian d'Oriola  | Francia       | 6        | 1         |
| 1    | Félix Galimi        | Argentina     | 6        | 1         |
| 3    | Henri Paternóster   | Belgio        | 4        | 3         |
| 4    | Osman Abdel Hafeez  | Egitto        | 4        | 2         |
| 5    | René Paul           | Gran Bretagna | 3        | 4         |
| 6    | Henny ter Weer      | Paesi Bassi   | 2        | 4         |
| 7    | Conrad Schlaepfer   | Svizzera      | 1        | 5         |
| 8    | Lodovico Alessandri | Brasile       | 0        | 6         |

| Pos. | Atleta           | Nazione       | Vittorie | Sconfitte |
| ---- | ---------------- | ------------- | -------- | --------- |
| 1    | Renzo Nostini    | Italia        | 5        | 1         |
| 2    | John Emrys Lloyd | Gran Bretagna | 5        | 1         |
| 3    | Lajos Maszlay    | Ungheria      | 5        | 1         |
| 4    | Paul Valcke      | Belgio        | 5        | 2         |
| 5    | Sergio Iesi      | Uruguay       | 3        | 4         |
| 6    | Manuel Torrente  | Argentina     | 1        | 5         |
| 7    | Mahmoud Younes   | Egitto        | 1        | 5         |
| 8    | Nils Rydström    | Svezia        | 0        | 6         |

### Semifinali
Si sono disputate il 4 agosto. Due gruppi i primi quattro classificati accedevano alla finale. 
| Pos. | Atleta             | Nazione       | Vittorie | Sconfitte |
| ---- | ------------------ | ------------- | -------- | --------- |
| 1    | Jéhan Buhan        | Francia       | 6        | 0         |
| 2    | Christian d'Oriola | Francia       | 5        | 1         |
| 3    | Ivan Ruben         | Danimarca     | 4        | 2         |
| 4    | John Emrys Lloyd   | Gran Bretagna | 4        | 2         |
| 5    | Renzo Nostini      | Italia        | 2        | 4         |
| 6    | Henri Paternóster  | Belgio        | 1        | 5         |
| 7    | Osman Abdel Hafeez | Egitto        | 1        | 5         |
| 8    | Silvio Giolito     | Stati Uniti   | 1        | 5         |

| Pos. | Atleta           | Nazione     | Vittorie | Sconfitte |
| ---- | ---------------- | ----------- | -------- | --------- |
| 1    | Lajos Maszlay    | Ungheria    | 5        | 1         |
| 1    | Paul Valcke      | Belgio      | 5        | 2         |
| 1    | René Bougnol     | Francia     | 5        | 2         |
| 4    | Manlio Di Rosa   | Italia      | 4        | 3         |
| 5    | Dean Cetrulo     | Stati Uniti | 4        | 3         |
| 6    | Giuliano Nostini | Italia      | 2        | 4         |
| 7    | Félix Galimi     | Argentina   | 1        | 5         |
| 8    | Bo Eriksson      | Svezia      | 0        | 6         |

### Finale
Si è disputata il 4 agosto.
| Pos.    | Atleta             | Nazione       | Vittorie | SF | SC | Incontri | Incontri | Incontri | Incontri | Incontri | Incontri | Incontri | Incontri |
| Pos.    | Atleta             | Nazione       | Vittorie | SF | SC | DeB      | dOr      | MAS      | LLO      | BOU      | DiR      | VAL      | RUB      |
| ------- | ------------------ | ------------- | -------- | -- | -- | -------- | -------- | -------- | -------- | -------- | -------- | -------- | -------- |
| Oro     | Jéhan Buhan        | Francia       | 7        | 35 | 14 | X        | 5-2      | 5-0      | 5-1      | 5-4      | 5-4      | 5-3      | 5-0      |
| Argento | Christian d'Oriola | Francia       | 5        | 29 | 18 | 2-5      | X        | 5-2      | 2-5      | 5-1      | 5-0      | 5-3      | 5-2      |
| Bronzo  | Lajos Maszlay      | Ungheria      | 4        | 25 | 22 | 0-5      | 2-5      | X        | 5-0      | 3-5      | 5-2      | 5-2      | 5-3      |
| 4       | John Emrys Lloyd   | Gran Bretagna | 4        | 23 | 29 | 1-5      | 5-2      | 0-5      | X        | 5-4      | 2-5      | 5-4      | 5-4      |
| 5       | René Bougnol       | Francia       | 3        | 28 | 26 | 4-5      | 1-5      | 5-3      | 4-5      | X        | 4-5      | 5-3      | 5-0      |
| 6       | Manlio Di Rosa     | Italia        | 3        | 22 | 27 | 4-5      | 0-5      | 2-5      | 5-2      | 5-4      | X        | 1-5      | 5-1      |
| 7       | Paul Valcke        | Belgio        | 1        | 23 | 31 | 3-5      | 3-5      | 2-5      | 4-5      | 3-5      | 5-1      | X        | 3-5      |
| 8       | Ivan Ruben         | Danimarca     | 1        | 15 | 33 | 0-5      | 2-5      | 3-5      | 4-5      | 0-5      | 1-5      | 5-3      | X        |